# Heidi Rakels
Heidi Maria Hubertina Rakels (ur. 22 czerwca 1968 w Leuven) – belgijska judoczka. Brązowa medalistka olimpijska z Barcelony.
Zawody w 1992 były jej pierwszymi igrzyskami olimpijskimi. Po medal sięgnęła w kategorii do 66 kilogramów. Brała udział w igrzyskach w 2000. Była medalistką mistrzostw kontynentu (dwukrotnie srebro – 1992 i 2001, raz brąz – 1999) i wielokrotną medalistką mistrzostw kraju, m.in. 11 razy zostawała mistrzynią kraju seniorów.